# Polska na Halowych Mistrzostwach Europy w Lekkoatletyce 1971
Polska na Halowych Mistrzostwach Europy w Lekkoatletyce 1971 – reprezentacja Polski podczas zawodów w Sofii zdobyła siedem medali w tym trzy złote.

## Wyniki reprezentantów Polski

### Mężczyźni
- bieg na 60 metrów
  - Zenon Nowosz odpadł w półfinale
- bieg na 400 metrów
  - Andrzej Badeński zajął 1. miejsce
  - Jan Balachowski nie stanął do biegu finałowego
- bieg na 800 metrów
  - Andrzej Kupczyk zajął 3. miejsce
- bieg na 1500 metrów
  - Henryk Szordykowski zajął 1. miejsce
  - Jan Kondzior odpadł w eliminacjach
- bieg na 3000 metrów
  - Stanisław Podzoba odpadł w eliminacjach
- bieg na 60 metrów przez płotki
  - Adam Galant odpadł w półfinale
  - Mirosław Majchrzak odpadł w półfinale
- sztafeta 4 × 2 okrążenia
  - Waldemar Korycki, Jan Werner, Jan Balachowski i Andrzej Badeński zajęli 1. miejsce
- sztafeta 4 × 4 okrążenia
  - Krzysztof Linkowski, Zenon Szordykowski, Kazimierz Wardak i Michał Skowronek zajęli 2. miejsce
- skok wzwyż
  - Lech Klinger zajął 18.-19. miejsce
- skok o tyczce
  - Wojciech Buciarski zajął 7.-8. miejsce
  - Zygmunt Dobrosz zajął 9. miejsce
- skok w dal
  - Jan Kobuszewski zajął 7. miejsce
- pchnięcie kulą
  - Władysław Komar zajął 4. miejsce
  - Tadeusz Sadza zajął 9. miejsce

### Kobiety
- bieg na 60 metrów
  - Irena Szewińska zajęła 4. miejsce
  - Joanna Sikorska odpadła w eliminacjach
- bieg na 60 metrów przez płotki
  - Teresa Sukniewicz zajęła 3. miejsce
  - Danuta Straszyńska zajęła 5. miejsce
  - Grażyna Rabsztyn odpadła w półfinale
- skok wzwyż
  - Danuta Konowska zajęła 12. miejsce
- skok w dal
  - Irena Szewińska zajęła 2. miejsce
- pchnięcie kulą
  - Ludwika Chewińska zajęła 9. miejsce